# 斯洛維尼亞郵政

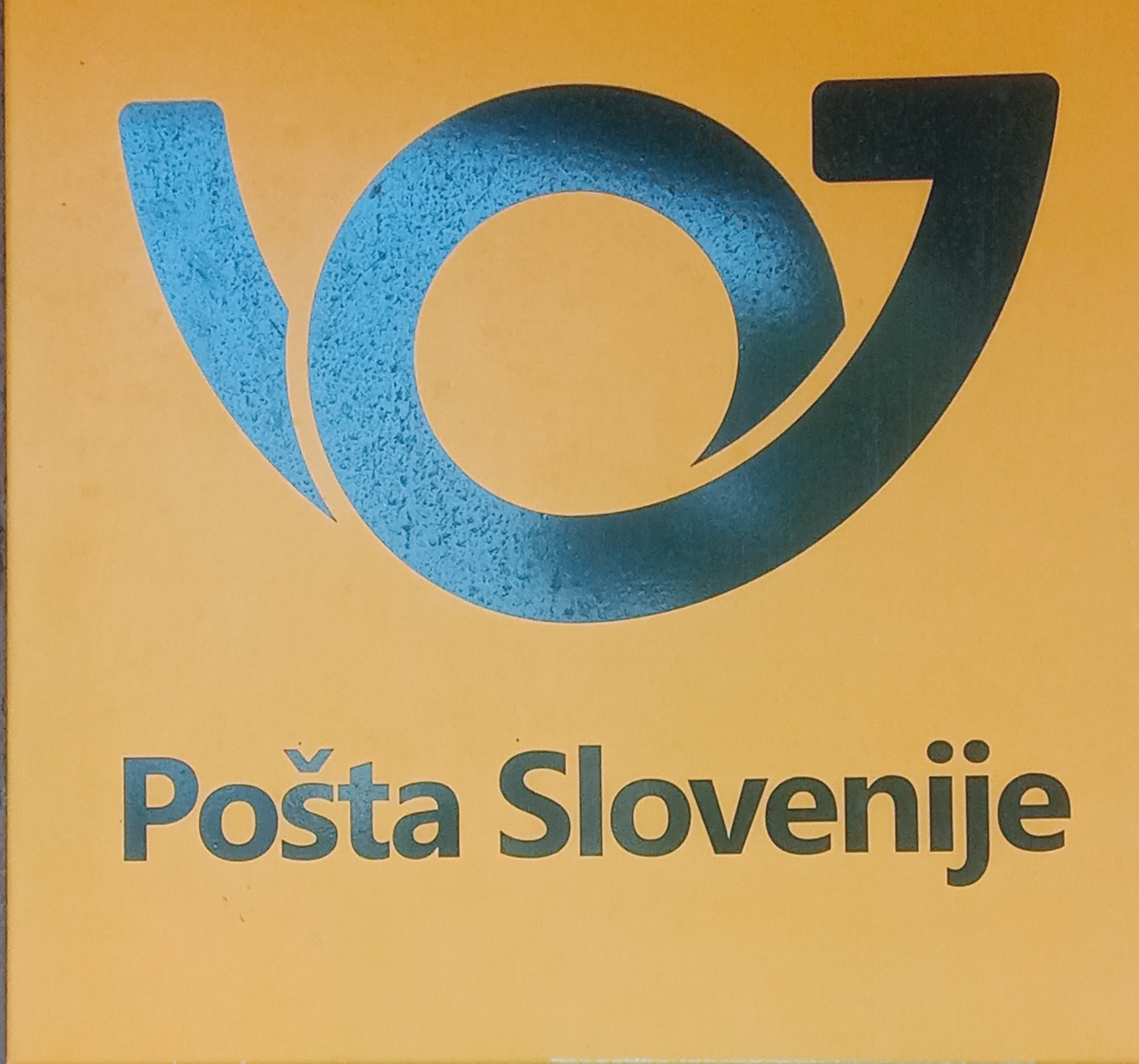
標誌

斯洛維尼亞郵政（PS）是斯洛維尼亞的國營郵政公司，總部位於马里博尔。斯洛維尼亞郵政在1992年2月27日加入萬國郵政聯盟。 

## 外部連結
- Official site （页面存档备份，存于）